# Johannes de Muris
Johannes de Muris (Jean de Muris), född omkring 1290, död efter 1350, var en fransk musikteoretiker, astronom och matematiker.
Enligt traditionen skulle Johannes de Muris vara född i England. Hans verksamhet är dock endast känd från Paris, och två av hans skrifter är daterade i Sorbonne 1323 respektive 1339. I det av Martin Gerbert utgivna verket Scriptores de musica, band 3, finns flera skrifter under Johannes de Muris namn, bland annat Musica practica (1321), Musica speculativa (1323) och det berömda, omfattande verket Speculum musicae, hos Edmond de Coussemaker även Summa musicae. Dock visade Robert Hirschfeld 1884 att Summa musicae inte kunde ha samma författare som Musica speculativa, och antog att det funnits två personer med namnet Johannes de Muris, något som dock tillbakavisades av senare forskare. Heinrich Besseler visade att Johannes de Muris inte kunde vara författare av Speculum musicae och Summa musicae. Johannes de MUris verkar inte ha komponerat några egna verk. Han deltog som astronom i den kalenderreform, som Clemens VI tog initiativ till.